# Турянин Федір Васильович
Федір Васильович Турянин (11 квітня 1938, Ромочевиця - 8 лютого 2013, Мукачеве) — український музикант, Заслужений діяч мистецтв України. Викладач хорових дисциплін Мукачівського педагогічного коледжу, керівник самодіяльної чоловічої хорової капели вчителів Мукачівського району. Батько Романа Турянина, учасника вокальної формації «Піккардійська Терція».

## Життєпис
Народився 11 квітня 1938 року в селі Ромочевиця на Закарпатті. 1955 року закінчив Залужанську середню школу. Після закінчення якої пропрацював певний час у залужанському сільському клубі. Пізніше керував хором Чинадіївського ДОКу та працівників культури Мукачівського району. 1968 року закінчив Львівську державну консерваторію ім. М. Лисенка по класу хорового диригування.
У 1961—1966 роках — художній керівник народної чоловічої хорової капели освітян Мукачівщини, що 1967 року удостоєна звання самодіяльної народної капели. У 1988 році капела стала дипломантом міжнародного конкурсу хорів «Таллін — 88», а також лауреатом першого, другого і третього хорових конкурсів ім. М. Леонтовича, учасником «Співочих свят» у Тернополі та Полтаві.  
Працював викладачем хорових дисциплін Мукачівського педучилища. Від 2004 року — доцент Мукачівського гуманітарно-педагогічного інституту, від 2008 року — професор Мукачівського державного університету.
Усе своє життя присвятив хоровій справі, збиранню і пропаганді пісенної творчості рідного краю та навчанню музично- педагогічних кадрів. Автор шістьох збірок хорових творів, куди ввійшли обробки народних пісень та авторські твори на слова закарпатських поетів. Збірки з поетичною назвою: «З народної керниці», «За Бескидом овес сію…», «Пісні рідного краю», «Світку мій карпатський», «Співай, Верховино» та «Гомін Карпат».
У 1994 році Указом президента України Турянину Ф.В. присвоєно почесне звання «Заслужений діяч мистецтв України». Нагороджений також Грамотою, Почесною Грамотою Президії ВРУ, а 1998 року йому вручено орден «За заслуги» ІІІ ступеня.
Помер Федір Васильович 8 лютого 2013 року та похований у м. Мукачеве. За попередніми даними причиною смерті став тромб.